# Nadine Kostner
Nadine Kostner (Bressanone, 13 ottobre 1992) è un'ex saltatrice con gli sci italiana.

## Biografia
Originaria di Santa Cristina Valgardena, si dedicò al salto con gli sci dal 2003, su impulso dell'amica e compagna di squadra Elena Runggaldier, tesserandosi (come molte altre saltatrici italiane) per lo Sci Club Gardena. Debuttò in Coppa Continentale (all'epoca massimo circuito internazionale di gare del salto femminile) nella tappa estiva di Pöhla, il 9 agosto 2006, piazzandosi 51ª; nella tappa successiva, a Meinerzhagen, concluse 56ª.
Prese poi parte, nel gennaio 2007, alle due competizioni di Coppa Continentale a Dobbiaco, concludendo al 37º e al 38º posto. La stagione si concluse senza alcun punto guadagnato.
Nel gennaio 2009, sempre a Dobbiaco, la Kostner si piazzò 26ª, conquistando i suoi primi punti validi per la Coppa. Pochi giorni dopo a Ljubno si migliorò, arrivando 25ª. In classifica finale di Coppa Continentale, con 11 punti guadagnati, risultò al 70º posto.
Nei mesi successivi non riuscì più a piazzarsi in zona punti; nel febbraio 2010 una caduta durante un salto le causò un infortunio al ginocchio, che la costrinse fermarsi fino ai primi del 2011. Rientrata in competizione ai mondiali juniores di Otepää, si piazzò 46ª. Tuttavia, a seguito di altri risultati mediocri, a dicembre 2011 decise di concludere la sua carriera.

## Palmarès

### Coppa Continentale
- Miglior piazzamento in classifica generale: 70ª nel 2009